# 第9軍団ヒスパナ
第9軍団ヒスパナ (Legio IX Hispana) は、ローマ軍団のひとつ。紀元前58年以前にガリア遠征の際にガイウス・ユリウス・カエサルによって創設されたものと考えられている。軍団の意味は文字通り「ヒスパニアから」という意味で「ヒスパニア人の部隊」だったと考えられている。

## 軍歴

### 共和政ローマ時代
ガリアでの遠征の後もカエサルの指揮に従い、ルビコン川を渡る。そして紀元前48年グナエウス・ポンペイウスとのファルサロスの戦いに従軍。その後紀元前46年にはアフリカのポンペイウス残党の掃討に参加する。
カエサルの暗殺後、軍団の退役兵はオクタウィアヌスによって呼び戻され、シチリア島でのセクストゥス・ポンペイウスの勢力との戦いに従軍、勝利。その後マケドニアに派兵される。紀元前31年にはアクティウムの海戦に従軍、マルクス・アントニウスに勝利した。しかしながら、第9軍団も参加したこの一連の内乱ではオクタウィアヌス、アントニウス双方で第1軍団ゲルマニカ、第2軍団アウグスタ、第4軍団マケドニカ、第5軍団アラウダエ、第6軍団ウィクトリクス、第10軍団ゲミナ、第20軍団ウァレリア・ウィクトリクスが、そして恐らく第8軍団アウグスタまでも加わる程に大きなものであった。

### ユリウス＝クラウディウス朝初期
そしてオクタウィアヌスが唯一の支配者として事実上君臨すると北ヒスパニアのカンタブリア人の反乱の鎮圧に派遣された。帝政ローマの確立後、第9軍団は恐らくゲルマン人の防衛のために皇帝属州のどこかに駐在していたらしい。ゲルマニアに駐在していた可能性が高いが、一方で資料からパンノニアに駐在していた可能性もうかがえる。資料からは紀元9年のトイトブルクの戦いの大敗北で第17軍団、第18軍団、第19軍団が消滅した際に第9軍団はパンノニアに駐在していた事は分かっている。

### ブリタンニア遠征
43年、クラウディウスの命令で第14軍団ゲミナと第20軍団ウァレリア・ウィクトリクス、そして第9軍団のブリタンニア遠征を命じ、アウルス・プラウティウスを司令官としてブリタンニアへ出征した。そしてカエシウス・ナシカの指揮で52年から57年の反乱を鎮圧、しかし現地の女王ボウディッカの反乱で軍団からは多数の戦死者を出し、指揮官ケリアリスの采配のもと兵力をゲルマニアから補充する。記録として65年に第2軍団アディウトリクスの後任という形でヨークへ移転(71年には6000人が駐屯)、この地を2世紀まで本拠としていた。しかしながら83年には遠征の援軍とために一部がゲルマニアに、また恐らくはトラヤヌスの治世にもダキア戦争のために一部が東方属州の支援に割かれていたと推測されている。

### その後
以降の記録は曖昧でよく分かっていない事も多い。五賢帝時代、ハドリアヌスの治世にはピクト人の攻撃で大打撃を受けたらしく、これがハドリアヌスの長城の建設の原因となったのではと言われている。また121年以降に低地ゲルマニアに短期間のみ駐在していた事が分かっている。
第9軍団の記録が消えるのはマルクス・アウレリウスの治世の頃で、この頃のマルコマンニ戦争、またはドナウ川流域での反乱の際に軍団は消滅したと考えられている。

## 文化における影響
ローズマリー・サトクリフは第9軍団の消滅に着想を得て『第九軍団のワシ』を著した。また、他にも第9軍団を題材とした作品には2010年のイギリス映画『センチュリオン』、イギリスドラマ『ドクター・フー』の2017年のエピソード「消えたローマ兵士の謎」などがある。